# Merengue venezolano

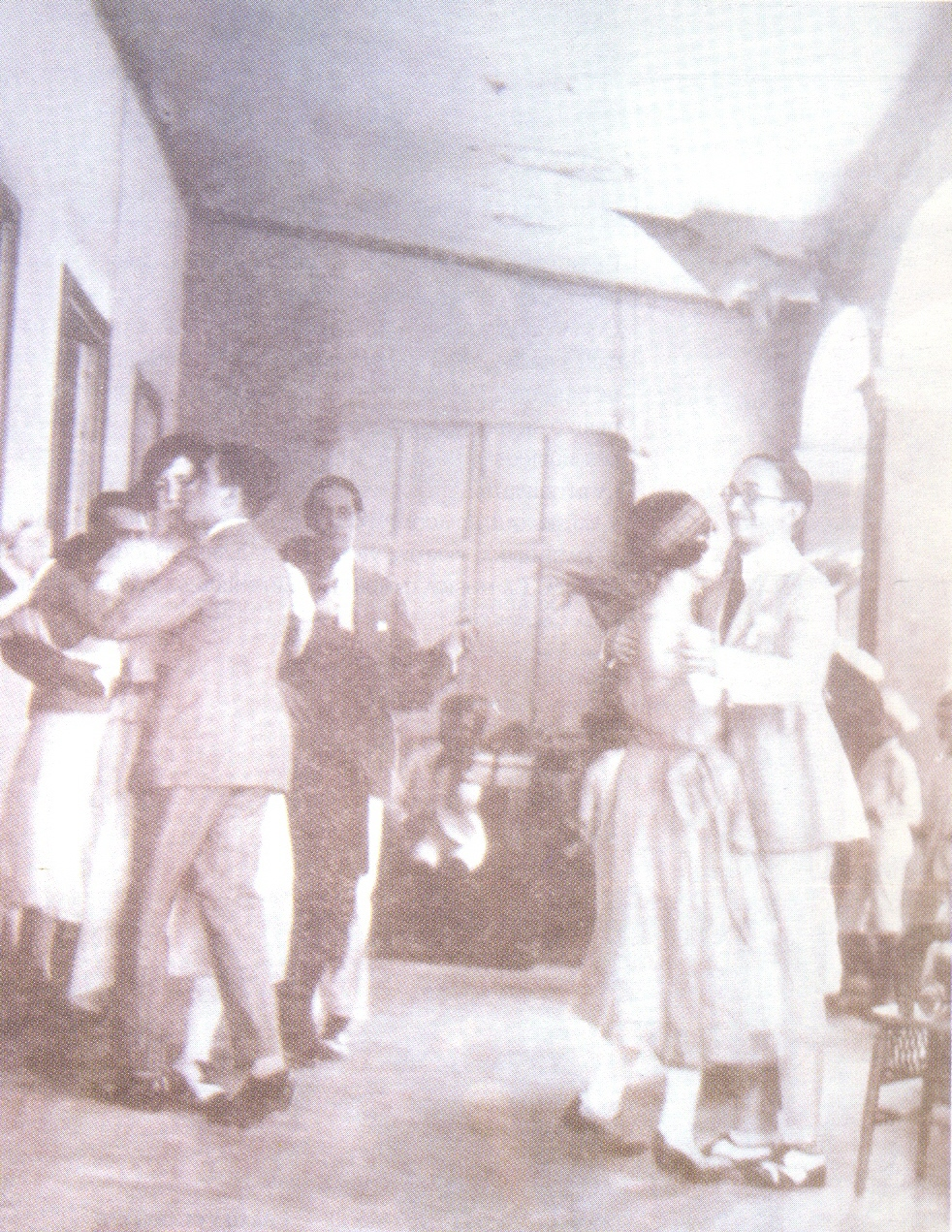
Baile de merengue venezolano en la década de 1920.

El merengue venezolano (también conocido como merengue rucaneao) es una forma musical extendida por todo el Caribe. Las primeras apariciones de merengue en la impresión en Venezuela son de la segunda mitad del siglo XIX. Como manía de la danza, el merengue adquirió popularidad en Caracas en la década de 1920. A pesar de que comparte el mismo nombre con el  merengue dominicano, los ritmos tienen muy poco en común, excepto que eran comúnmente escritas para una pareja de baile.

## Historia
Los orígenes de la palabra son un tanto llamativas. Para algunas personas, la palabra merengue proviene de la palabra francesa “meringue”, un dulce hecho de las claras de huevo batidas y azúcar. Sin embargo, esta mezcla se llama suspiro en Venezuela. Hay un vínculo más fuerte con un baile popular de Haití con ese nombre. Otra teoría relaciona es que el nombre proviene de palabras africanas como "muserengue" o "mouringue tamtam".
En Caracas, el término se designa como un merengue rucaneao que es una forma de bailar en la celebración de las parejas y, a menudo con exagerados movimientos de cadera, paso que le sumo una posterior controversia, ya que era considerado por los conservadores de entonces como una manifestación vulgar. Tal vez por lo acaramelado de su nombre, por la impudicia de sus letras o por la forma de bailarlo, que requería ciertos movimientos acentuados de las caderas y un acercamiento muy estrecho de la pareja. El nombre rúcano proviene de una golosina gelatinosa hecha con tuétano de vaca y meladura de azúcar cuajada en forma cónica (papelón).
Los bailes eran pagados en asuntos, con precios muy populares, como "una locha" (12,5 centavos) o "un medio" (25 centavos) en las salas de baile conocidos entonces como mabiles (prostíbulos donde se bailaba y se tomaba). Este ritmo de compás inpar, penetró el gusto de los caraqueños que habitaban en parroquias como San Juan, La Pastora o San José y fue ganando espacios más allá de los ya conocidos mabiles.
El acompañamiento en vivo constó de cuatro instrumentos de solo: trompeta, trombone, saxófono y clarinete e instrumentos de ritmo como el cuatro, bajo y percusión (que, dependiendo del tamaño del conjunto, podría ser tan simple como un güira, la incorporación de maracas e incluso una caja de batería).
Esta forma musical tuvo su mayor auge entre 1920 y 1940, gracias a los «cañoneros» como eran conocidos aquellos músicos que sacaron el merengue de esos locales nocturnos y lo llevaron a las plazas y los templetes en épocas de carnaval y otras celebraciones populares, recorriendo las calles acompañados de un artefacto llamado trabuco o cañón, que no era más que un pequeño tubo de bambú relleno de carburo de calcio y agua, al que hacían detonar (de ahí el nombre) para anunciar los temas que iban a interpretar a continuación. 
Finalmente, ya entrada la década de 1950, los grandes salones sucumben y abren sus puertas a este baile caraqueño, que llegó de la mano de la orquesta de Luis Alfonzo Larrain. El Norte es una quimera de Luis Fragachán, La pelota del Carey de Lorenzo Herrera, Carmen la que contaba dieciséis años y Préstame tu máquina de Balbino García animaron fiestas de matrimonios, quinceañeras, graduaciones y demás jolgorios capitalinos de la época, luego este estilo musical cayó en desuso. No obstante, gracias a la contribución de compositores y músicos de la talla de Carlos Bonnet, Luís Laguna, Pablo Camacaro, Cruz Felipe Iriarte, Otilio Galíndez, César del Ávila, Cristóbal Soto, Adelys Freites, Cecilia Todd, Lilia Vera, Simón Díaz, elQuinteto Contrapunto, Ensamble Gurrufío, El Cuarteto, Gualberto Ibarreto, Los Cañoneros y Los Antaños del Stadium, el merengue venezolano ha recobrado su merecido espacio en la escena musical venezolana bajo la métrica de 5/8 la favorita de los músicos y compositores de las últimas décadas.

## Estructura rítmica
No hay manera acordada de anotar correctamente la entonación del merengue venezolano. Hay dos campos principales, o escuelas de pensamiento, ninguno de los cuales representa de forma adecuada: 
La opción de uso más frecuente es para designar a un ritmo 2/4. La primera mitad de la barra está escrito como un triplete de corchea. La segunda mitad de la barra se escribe como dos corcheas. El swing único en la segunda mitad es lo que da el merengue venezolano, su entonación. 
Otro enfoque consiste en anotar el merengue venezolano como 5/8. Esta es la forma que los músicos tradicionales utilizan para preferir que la notación no esté tan ocupada pero se supone la familiaridad con el swing único de merengue venezolano.
Fredy Reyna propuso una tercera manera como método en su cuatro, Alfa Beta Cuatro, el cual consta de una 1/5 barra. Hasta la fecha esta no ha sido amplia Polirritmiamente adoptada.
Independientemente de la notación, la yuxtaposición de 3 contra 2 es un tema muy común que impregna la música venezolana y se encuentra en la mayor parte de sus formas, desde joropo, hasta la gran cantidad de patrones de percusión afro-venezolanos. 

## Merengue venezolano en la actualidad
El merengue venezolano ya no es el fenómeno popular que fue en la década de 1920, pero sigue siendo un baile popular, especialmente en Caracas. Varios grupos de "nostalgia" intentan preservar este género musical, algunos son: Los Antaños del Stadium, Cañón Contigo, Los Cañoneros, Cuarteto Caraquita y Rucaneo del Mabil. Algunos conjuntos modernos que incorporan merengues venezolanos en su repertorio incluyen: Grupo Raíces, El Cuarteto, Beto Valderrama, Henry Rubio, Luis Laguna y Ensamble Gurrufío. 

## Contribuciones musicales formales
El merengue fue abrazado con entusiasmo por la gran mayoría de los compositores clásicos nacionalistas de Venezuela. La pianista y compositora Teresa Carreño escribió varios merengues, y se incorpora la forma como un intermedio en algunas de sus piezas (por ejemplo, en su artículo titulado Un Bal en rêve). El pianista y compositor Moisés Moleiro también escribió y realizó merengues en su repertorio clásico, al igual que Evencio Castellanos. El saxofonista y compositor Daniel Milano Mayora escribió un buen número de merengues, tanto para la interpretación popular, así como de solos de piano virtuoso. El guitarrista y compositor Antonio Lauro escribió lo que se cree que es la primera pieza en forma de guitarra clásica en solitario, titulado simplemente Merengue en 1945. Rodrigo Riera compuso su primer merengue para guitarra solista, titulado Merengue Venezolano en la década de 1950. Más tarde, escribió muchos otros merengues. El cantante Jesús Sevillano incluye varios merengues en su repertorio, durante la cumbre de su carrera de cantante.
Músicos venezolanos contemporáneos han cultivado y preservado el género como Jhibaro Rodríguez' (Maracay, 1971) arreglo de La Zapoara para guitarra solista y León Zapata (Caracas, 1955) compositor de El Guaro son ejemplos de Merengues escritos o arreglados en la mitad última del siglo XX.

## Famosos merengues venezolanos
- Chupa tu Mamey
- Criollísima
- Chucho y Ceferina
- Un heladero con clase
- El Chivo
- San Juan to'lo tiene
- La Zapoara
- Barlovento
- Préstame tu máquina
- El Norte es una quimera
- Carmen la que contaba 16 años
- Negra la quiero
- La pelota de Carey
- El Cumaco De San Juan
- Compae' Pancho